# 伊布替尼
依布替尼（INN：ibrutinib），商品名 Imbruvica，是一種小分子靶向共價抑制劑 ，可通過不可逆地結合布魯頓酪氨酸激酶 (BTK) 進而抑制B細胞的增殖和存活。阻斷BTK可將B細胞受體通路抑制，該通路在B細胞癌症中通常會異常活躍。依布替尼因而被用來治療此類癌症，包括被套細胞淋巴瘤、慢性淋巴細胞白血病和瓦爾登斯特倫巨球蛋白血症，也可能用於移植物抗宿主病。依布替尼還與C末端Src激酶結合。這些是BTK抑制劑的脫靶受體（非藥物設計時所針對的特定分子）。依布替尼與這些受體結合並將激酶促進細胞分化和生長的過程抑制。但使用此藥物後會導致許多不同的副作用，例如在治療慢性淋巴細胞白血病期間出現左心房擴大和心房顫動。
依布替尼的給藥方式為口服給藥。它已列入世界衛生組織基本藥物標準清單之中。

## 醫學用途
依布替尼被批准用於治療被套細胞淋巴瘤 (MCL)、慢性淋巴細胞白血病 (CLL)/小淋巴細胞淋巴瘤 (SLL)、瓦爾登斯特倫巨球蛋白血症 (WM)、邊緣區淋巴瘤 (MZL) 和慢性移植物對抗宿主疾病 (cGVHD)。

## 不良反應
用藥後甚為常見的不良反應（發生頻率 >10%）有肺炎、上呼吸道感染、鼻竇炎、皮膚感染、嗜中性白血球低下、血小板減少症、頭痛、出血、瘀傷、腹瀉、嘔吐、口腔和嘴唇發炎、噁心、便秘、皮疹、關節痛、肌肉痙攣、肌肉骨骼疼痛、發燒和水腫。
常見（1-10% 發生頻率）的不良反應有： 敗血症、泌尿道感染、非黑色素瘤皮膚癌（基底細胞癌、鱗狀細胞癌）、白血球減少症、淋巴細胞減少症、間質性肺病、腫瘤溶解症候群、高尿酸血症、眩暈、視力模糊、心房顫動、硬膜下血腫、流鼻血、微血管破裂引起的瘀傷、高血壓、蕁麻疹、皮膚發紅或潮紅。孕期使用可能對胎儿有害。

## 藥理學
在空腹狀態下口服依布替尼的生物利用度為3.9%，在進食狀態下為8.4%，在飲用葡萄柚汁後為15.9%。

### 作用機制
依布替尼是一種強效且不可逆的BTK抑制劑。依布替尼的丙烯醯胺基團與BTK活性位點上的半胱氨酸殘基C481形成共價鍵，導致BTK酶活性持續受到抑制。BTK是B細胞抗原受體 (BCR) 通路的重要信號傳導分子，該通路在包括被套細胞淋巴瘤 (MCL)、瀰漫性大B細胞淋巴瘤 (DLBCL)、濾泡性淋巴瘤和慢性淋巴細胞白血病 (CLL) 在內的幾種B細胞惡性腫瘤的發病機制中發揮作用。臨床前研究顯示依布替尼可有效抑制惡性B細胞在體內（vivo）的增殖和存活，同時還能抑制細胞在體外（in vitro）的遷移和對基質的黏附。
在早期臨床研究中，依布替尼的活性造成如淋巴結腫大的快速縮小，同時伴有暫時的淋巴細胞增多症，表示該藥物可能對細胞歸巢（定向遷移）或遷移至組織微環境中的因素能發生直接作用。
在慢性淋巴細胞白血病 (CLL) 細胞的臨床前研究中，據報導依布替尼可促進細胞凋亡，抑制增殖，並防止CLL細胞對微環境提供的生存刺激做出反應。這也導致惡性B細胞中MCL1水平（抗凋亡蛋白）降低。用依布替尼處理活化的CLL細胞可抑制BTK酪氨酸磷酸化，並有效消除由該激酶激活的下游生存通路，包括ERK1/2、PI3K和NF-κB。此外，依布替尼在體外抑制CLL細胞的增殖，有效阻斷從微環境外部提供給CLL細胞的生存信號，包括可溶性因子（BAFF、白血球介素-6、白血球介素-4和腫瘤壞死因子）、纖連蛋白結合和基質細胞接觸。
據報導依布替尼還能減少慢性淋巴細胞白血病細胞對趨化因子CXCL12和CXCL13的趨化性，並抑制B細胞受體 (BCR) 刺激後的細胞粘附。此外，依布替尼通過靶向CXCR4/SDF-1軸下調CD20（利妥昔單抗/奧法妥木單抗的靶點）的表達。這些數據共同支持一種機制模型，即依布替尼阻斷BCR信號傳導，而驅動細胞凋亡和/或破壞細胞遷移，及干擾癌細胞與保護腫瘤微環境之間的黏附。

## 歷史
依布替尼是由塞雷拉基因組公司的科學家為研究BTK的功能而開發的一種反應物。它與其靶標形成牢固的共價鍵，這種特性對於研究用試劑來說極具優勢，但在藥物開發中卻帶來一些挑戰。
Pharmacyclics公司於2006年收購塞雷拉基因組公司的小分子BTK抑制劑發現計劃，並將該反應物命名為PCI-32765。嬌生公司於2011年同意與Pharmacyclics公司共同開發PCI-32765，並支付大筆金錢予Pharmacyclics公司 。而Pharmacyclics公司於2015年5月被艾伯維製藥收購。艾伯維預測伊布替尼於2016年的全球銷售額為10億美元，到2020年為50億美元。
依布替尼於2013年11月獲得美國食品藥物管理局 (FDA) 批准，用於治療被套細胞淋巴瘤。FDA於2014年2月擴大依布替尼的醫療用途，包括慢性淋巴細胞白血病 (CLL)。然後再於2015年被批准用於治療瓦爾登斯特倫巨球蛋白血症。
艾伯維製藥與Pharmacyclics公司於2015年3月同意合併，由前者支付210億美元收購後者，交易於當年5月完成。
依布替尼再於2016年3月獲得FDA批准用於治療慢性淋巴細胞白血病 (CLL) 的新適應症。
依布替尼於2016年5月獲得FDA批准用於治療慢性淋巴細胞白血病 (CLL) 和小淋巴細胞淋巴瘤 (SLL) 的新適應症。
依布替尼於2017年1月獲得FDA批准用於治療需要全身治療，且先前接受過至少一種抗CD20治療的復發/難治性 (R/R) 邊緣區淋巴瘤 (MZL) 的成人患者。
FDA再於2017年8月批准使用依布替尼治療移植物對抗宿主疾病的新適應症。這是FDA所批准的第一種用於治療該病症的藥物。
FDA於2018年2月批准一種依布替尼片劑配方作醫療用途。
依布替尼與利妥昔單抗聯合用於治療成人瓦爾登斯特倫巨球蛋白血症（WM）於2018年8月獲得FDA批准。WM是一種罕見且無法治癒的非霍奇金淋巴瘤 (NHL)。
依布替尼與奧妥珠單抗聯合用於治療先前未經治療的成人慢性淋巴細胞白血病/小淋巴細胞淋巴瘤 (CLL/SLL) 於2019年1月獲得FDA批准。
FDA於2020年4月將依布替尼的適應症擴大，包括其與利妥昔單抗聯合用於初治慢性淋巴細胞白血病 (CLL) 或小淋巴細胞淋巴瘤 (SLL) 的成人患者。此項批准為根據E1912試驗 （NCT02048813）的結果（一項2:1隨機、多中心、開放標籤、積極對照試驗，比較依布替尼與利妥昔單抗聯合，與氟達拉濱、環磷醯胺和利妥昔單抗 (FCR) 在治療529名70歲以下、未曾接受過治療的慢性淋巴細胞白血病 (CLL) 或小淋巴細胞淋巴瘤 (SLL) 患者中的療效)。

## 社會與文化

### 經濟學
楊森製藥和Pharmacyclics公司在2018年上半年推出一種新的單劑量片劑配方，採用統一的定價結構，並將膠囊劑型停產。此舉引起強烈抗議，因為人們認為這將導致藥物的平均成本增加3倍。
楊森製藥和Pharmacyclics公司隨後撤銷停產膠囊劑型的計畫。該藥物目前在市面上有膠囊和片劑兩種形式銷售。
依布替尼於2018年被納入澳大利亞藥品福利計劃之中。
依布替尼的通用名藥物於2020年被納入印度藥品福利計劃之中。
根據美國《2022年降低通脹法》，Imbruvica被選定為首批10種進行Medicare藥價談判的藥物之一，這項決定將在2023年開始實施。

## 延伸閱讀
- Nocco S, Andriano TM, Bose A, Chilov M, Godwin K, Dranitsaris G,  et al. . Critical Reviews in Oncology/Hematology. June 2022, 174: 103696. PMID 35523374. S2CID 248554326. doi:10.1016/j.critrevonc.2022.103696.
- Ran F, Liu Y, Wang C, Xu Z, Zhang Y, Liu Y,  et al. . European Journal of Medicinal Chemistry. February 2022, 229: 114009. PMID 34839996. S2CID 244502431. doi:10.1016/j.ejmech.2021.114009.

## 外部連結
- Ibrutinib （页面存档备份，存于）, National Cancer Institute Drug Dictionary